# 박권일 (컬링인)
박권일(?~)은 대한민국의 컬링 선수 출신 컬링 지도자이다.